# Pobjenik
Pobjenik est un village de la municipalité de Čazma (Comitat de Bjelovar-Bilogora) en Croatie. Au recensement de 2011, il y avait 215 habitants. Lors du recensement de 2001, il y avait 259 habitants dans 100 ménages familiaux.